# كلوريد سيتيل البيريدينيوم
كلوريد سيتيل البيريدينيوم هو مركب كيميائي له الصيغة C21H38ClN، وهو ينتمي إلى كاتيونات الأمونيوم الرابعية، ويستخدم في تركيب منتجات العناية بالأسنان.

## الخواص
للمركب خواص معقمة حيث يقضي على البكتريا والجراثيم. ووجد أنه يمنع تشكل طبقة القلح (البلاك) على الأسنان، ويقلل من التهاب اللثة.

## الاستخدامات
يستخدم المركب بسبب خواصه في تركيب بعض أنواع غسول الفم ومعاجين الأسنان وغيرها من مستحضرات العناية بالفم والأسنان.

## اقرأ أيضاً
- كلوروكرومات البيريدينيوم
- 4-ثنائي ميثيل أمينو البيريدينيوم